# Рид, Мэтт
Мэтт Рид (англ. Matt Read, полное имя — Мэ́ттью Зэ́кари Джа́рретт Рид (Matthew Zachary Jarrett Read); 14 июня 1986, Айлдертон, Онтарио, Канада) — канадский хоккеист, нападающий. В настоящее время является свободным агентом. С 2011 по 2018 год играл за клуб Национальной хоккейной лиги (НХЛ) «Филадельфия Флайерз». Выступал за сборную Канады на двух чемпионатах мира (2013 и 2014).

## Карьера
Мэтт Рид начал играть в хоккей на острове Ванкувер, где выступал за «Керри Парк Айлендерс». В возрасте десяти лет он переехал в Колорадо-Спрингс, штат Колорадо, и четыре года играл за «Пайкс-Пик». Затем нападающий продолжил карьеру в Илдертоне, провинция Онтарио, выступая за команду «Илдертон Джетс» в Shamrock League.
24 марта 2011 года Рид в качестве свободного агента подписал трёхлетний контракт с клубом Национальной хоккейной лиги (НХЛ) «Филадельфия Флайерз», отыграв перед этим четыре сезона в студенческой команде «Бемиджи Стэйт Биверс». 5 октября 2011 года, было объявлено, что он будет играть в основе «Флайерз».
Рид забросил свою первую шайбу в НХЛ в игре против «Нью-Джерси», 8 октября 2011 года, огорчив вратаря Мартина Бродёра. 18 октября Рид набрал рекордные для себя 4 очка за матч (гол и 3 передачи), принеся победу «Флайерз» над «Оттавой» — 7:2.
В январе 2012 года Рид принял участие в Матче молодых звёзд НХЛ. Он участвовал в конкурсе на точность, в котором занял второе место, уступив лишь игроку «Далласа» Джейми Бенну.
В сезоне 2012/13 на период локаута Мэтт Рид выступал в клубе Аллсвенскана «Сёдертелье». После возобновления сезона в НХЛ, 26 января 2013 года, нападающий оформил свой первый хет-трик, забросив три шайбы в матче с «Флорида Пантерз». Осенью 2013 года Рид продлил контракт с «Филадельфией» на 4 года до конца сезона 2017/18 на сумму $ 14,5 млн. В последнем контрактном сезоне был выставлен на драфт-отказов и большую часть сезона провел в АХЛ.
Летом 2018 года, после окончания контракта с «Флайерз», Рид подписал 1-летний двусторонний договор с «Миннесотой Уайлд» на $ 650 тыс. Мэтт редко вызывался в основную команду, играя за фарм-клуб в АХЛ — «Айова Уайлд». 2 августа 2019 года канадец подписал просмотровый контракт с клубом АХЛ «Торонто Марлис». После тренировочного сбора с ним был заключено полноценное соглашение на один год.

## Личная жизнь
В июле 2014 года Мэтт Рид женился на своей девушке Эрин Коди. Свадьба состоялась в Висконсине. 17 марта 2015 года у них родилась дочь.

## Статистика
| Легенда | Легенда                    | Легенда | Легенда                   | Легенда | Легенда    |
| ------- | -------------------------- | ------- | ------------------------- | ------- | ---------- |
| И       | Количество проведённых игр | Штр     | Штрафное время            | +/−     | Плюс-минус |
| Г       | Голы                       | П       | Голевые передачи          | О       | Очки       |
| -       | Статистика неизвестна      | —       | Статистика не учитывалась |         |            |

## Достижения
| Год  | Команда              | Достижение  | Достижение |
| ---- | -------------------- | ----------- | ---------- |
| 2009 | Бемиджи Стэйт Биверс | Чемпион CHA |            |

| Год        | Команда              | Достижение                                    | Достижение |
| ---------- | -------------------- | --------------------------------------------- | ---------- |
| 2008       | Бемиджи Стэйт Биверс | Попадание в Сборную новичков CHA              |            |
| 2008       | Бемиджи Стэйт Биверс | Новичок года CHA                              |            |
| 2009, 2010 | Бемиджи Стэйт Биверс | Попадание в первую Сборную всех звёзд CHA (2) |            |
| 2010       | Бемиджи Стэйт Биверс | Игрок года CHA                                |            |
| 2012       | Филадельфия Флайерз  | Участник Матча молодых звёзд НХЛ              |            |